# Pteromalus amerinae
Pteromalus amerinae is een vliesvleugelig insect uit de familie Pteromalidae. De wetenschappelijke naam is voor het eerst geldig gepubliceerd in 1795 door Swederus.